# بوبي ويشارت
بوبي ويشارت (بالإنجليزية: Bobby Wishart)‏ هو لاعب كرة قدم بريطاني، ولد في 10 مارس 1933 في إدنبرة في المملكة المتحدة. شارك مع منتخب اسكتلندا تحت 21 سنة لكرة القدم. أما مع النوادي، فقد لعب مع ريث روفرز ونادي أبردين ونادي دندي.